# 삼신교통
삼신교통(三信交通)은 부산광역시 금정구 노포동에 본사를 둔 부산광역시의 시내버스 운영 업체이다. 차량 보유 대수 기준으로 부산광역시에 면허를 둔 업체로는 가장 규모가 크다. 계열사로는 경상남도 양산시 면허 시내버스 회사인 푸른교통과 마을버스 회사인 웅진교통이 있다.

## 주요 연혁
- 1970년 9월 25일: 국제여객에서 분리하여 설립. (금정구 청룡동)
- 1995년 1월 1일: 창신여객이 삼신교통으로 흡수합병.
- 2016년 6월 25일: 본사를 노포동의 금정 공영차고지로 이전.

## 차고지
- 부산광역시 금정구 중앙대로 2310 (노포동) (금정 공영차고지(본사): 37번, 49번, 80번, 148번, 300번, 301번 시종착 및 관리 / 90번 야간주박 및 관리)
- 경상남도 양산시 웅상대로 1510 (용당동) (웅상 공영차고지(웅상영업소): 302번, 1002번, 양산 56번, 양산 58번, 양산 59번 시종착 및 관리, 양산 52번 세원 시종착 및 푸른교통 시종착 및 관리 / 50번, 1008번, 양산 61번, 웅진교통 마을버스노선 야간주박 및 관리)
- 경상남도 양산시 신명로 100 (평산동) (덕계영업소: 50번 시종착)
- 부산광역시 기장군 장안읍 기장대로650(동부리) (좌동차고지: 1008번 시종착)

## 운행 노선

### 시내버스
- ● 37번 : 금정공영차고지 ↔ 노포동터미널 ↔ 월평교차로 ↔ 정관신도시 롯데캐슬 ↔ 정관읍사무소.기장소방서 ↔ 동남권원자력의학원 ↔ 좌천 ↔ 월내 ↔ 고원아파트
- ● 49번 : 금정공영차고지 ↔ 범어사입구 ↔ 부산대학교 ↔ 금정세무서 ↔ 온천장 ↔ 동래고등학교 ↔ 부산경상대학교 ↔ 망미주공 ↔ 수영사적공원 ↔ 광안리해수욕장
- ● 50번 : 덕계(봉우아파트) ↔ 월평 ↔ 노포동터미널 ↔ 금정세무서 ↔ 동래우체국 ↔ 미남역 ↔ 사직운동장 ↔ 법원.검찰청
- ● 80번 : 금정공영차고지 ↔ 부산외국어대학교 ↔ 부산대학교 ↔ 온천장 ↔ 미남역 ↔ 사직운동장 ↔ 거제해맞이역 ↔ 서면 ↔ 부산진시장(이 노선은 세진여객과 공동배차한다.)
- ● 90번 : 노포동 환승센터 → 범어사입구 → 경동아파트 → 범어사 → 상마마을 → 하마마을 → 범어사입구 → 노포동 환승센터 (수~금 6회, 주말 9회 범어사 → 스포원파크 → 노포동 환승센터 편도 경유)
- ● 148번 : 금정공영차고지 ↔ 노포동터미널 ↔ 금정구청 ↔ 서동고개 ↔ 충렬사역 ↔ 동래고등학교 ↔ 만덕2터널 ↔ 만덕주공 ↔ 구포역 ↔ 모라주공
- ● 300번 : 금정공영차고지 ↔ 노포동터미널 ↔ 금정구청 ↔ 장전역 ↔ 산성터널 ↔ 화명역 ↔ 방송통신대학교 ↔ 구포시장 (이 노선은 세진여객, 화신여객과 공동배차한다.)
- ● 301번 : 금정공영차고지 ↔ 노포동터미널 ↔ 부산대학교 ↔ 금정구청 ↔ 브니엘고등학교
- ● 302번 : 웅상공영차고지(서창) ↔ 덕계 ↔ 월평교차로 ↔ 정관홈플러스 ↔ 정관(서희스타힐스) ↔ 강변마을 ↔ 기장구조대 ↔ 좌천역 ↔ 동남권원자력의학원

### 급행버스
- ● 1002번 : 웅상공영차고지(서창) ↔ 천성리버타운 ↔ 덕계 ↔ 월평 ↔ 노포동터미널 ↔ 금정세무서 ↔ 동래시장 ↔ 센텀시티역.벡스코 ↔ 센텀파크 ↔ 센텀초등학교
- ● 1002번(심야) : 웅상공영차고지(서창) ↔ 천성리버타운 ↔ 덕계 ↔ 월평 ↔ 노포동터미널 ↔ 구서동 ↔ 부산대학교 ↔ 미남역 ↔ 사직운동장 ↔ 거제해맞이역 ↔ 서면
- ● 3008번 : 좌천 ↔ 동해선좌천역 ↔ 달산마을 ↔ 정관읍행정복지센터.기장소방서 ↔ 모전초등학교 ↔ 동원로얄듀크2차아파트 ↔ 철마면행정복지센터 ↔ 구서역.금정경찰서 ↔ 부산대학교 ↔ 온천장 ↔ 명륜역 ↔ 동래역
- ● 3008번(심야) : 좌천 ↔ 동해선좌천역 ↔ 달산마을 ↔ 정관읍행정복지센터.기장소방서 ↔ 모전초등학교 ↔ 동원로얄듀크2차아파트 ↔ 철마면행정복지센터 ↔ 구서역.금정경찰서 ↔ 부산대학교 ↔ 온천장 ↔ 명륜역 ↔ 동래역

## 현재 보유 차량

#### 현대자동차
- 현대 뉴 슈퍼 에어로시티
- 현대 저상 뉴 슈퍼 에어로시티
- 현대 유니버스 스페이스 엘레강스
- 현대 일렉시티
- 현대 뉴 프리미엄 유니버스 엘레강스

## 갤러리

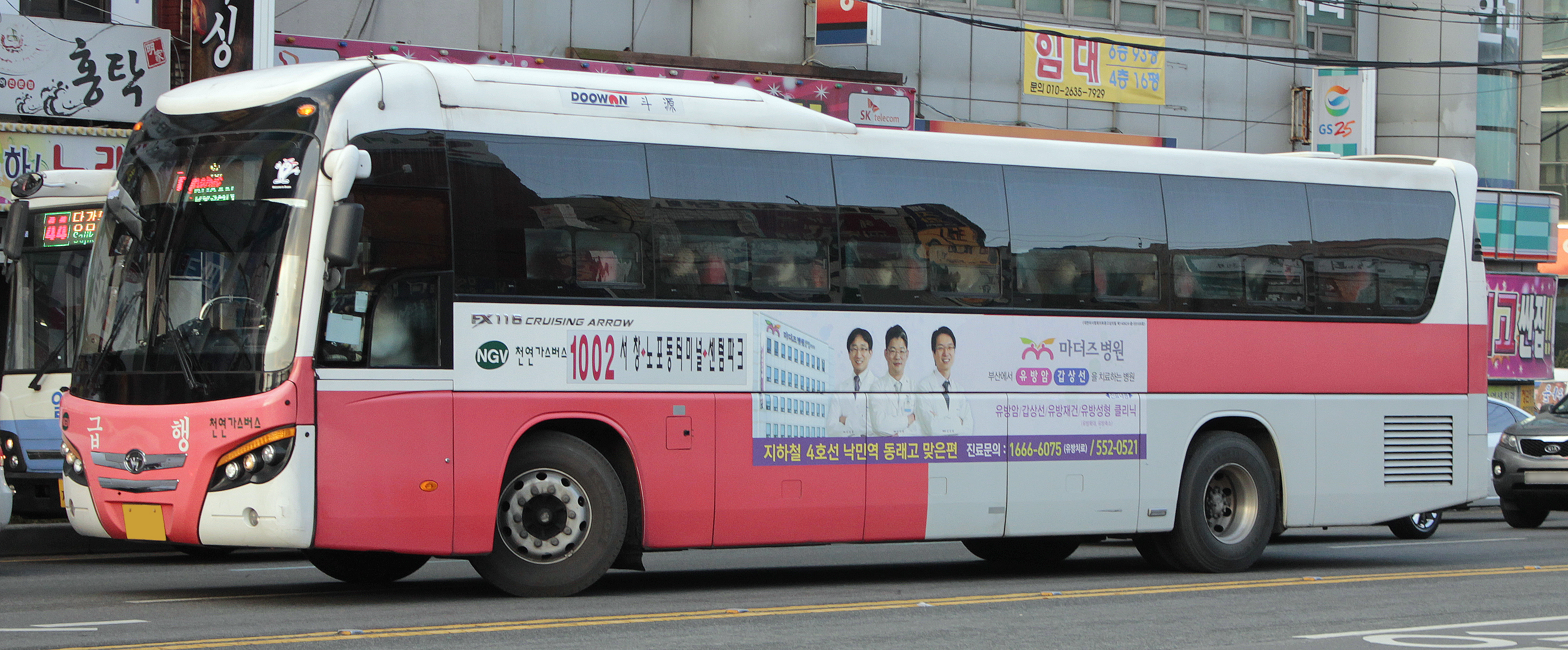
부산시내버스 1002번

## 같이 보기
- 푸른교통
- 웅진교통